# Chrysler Europe

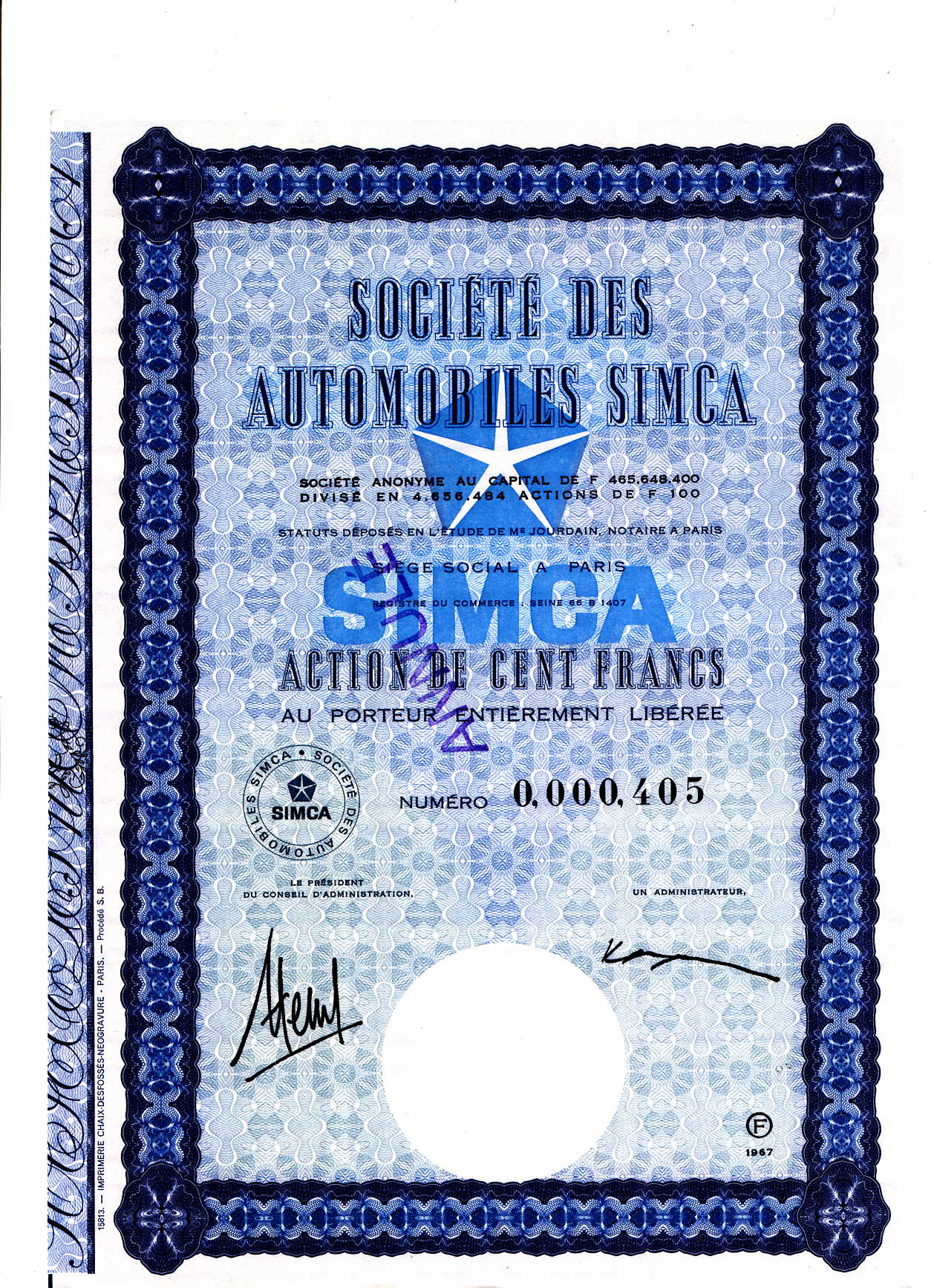
Aandeel SIMCA vlak voor de overname door Chrysler in 1967, met Chryslers Pentastar-logo

Chrysler Europe was een onderdeel van de Amerikaanse autoproducent Chrysler en heeft bestaan van 1967 tot 1978. Het had autofabrieken in Frankrijk, Verenigd Koninkrijk en Spanje.

## Chrysler France
Reeds in 1958 had Chrysler een aandeel in de Franse autoproducent Simca. Dit aandeel ontstond doordat Simca de Fordfabriek in Frankrijk overnam en Ford, dat een optie had om 15% van de aandelen in Simca te kopen, de deelname in Simca uiteindelijk doorverkocht aan Chrysler. In 1963 werd Chrysler meerderheidsaandeelhouder, om in 1970 Simca geheel over te nemen met een aandeel van 99,3%. Tevens was Chrysler met de onafhankelijke autoproducent Matra een samenwerking aangegaan, om hun auto's via het Simca-dealernetwerk te verkopen.

Na de overname bleef de merknaam Simca deels bestaan, maar het Simca-logo met de zwaluw werd vervangen door de pentastar van Chrysler. De productielocatie was Poissy.

## Chrysler United Kingdom
Het Britse autoconcern Rootes bestond uit de automerken Hillman, Humber, Sunbeam en Talbot en het vrachtwagenmerk Commer. De Rootes-groep was een autofabrikant met behoorlijke faam op het gebied van kwaliteit en sportiviteit. In de jaren zestig werden de Rootes fabrieken echter geteisterd door stakingen en kwaliteitsproblemen. Met name de Hillman Imp gaf problemen. Hierdoor namen de verliezen toe tot 10 miljoen pond per jaar. Chrysler nam in januari 1967 met een aandeel van 77,3% het hele concern over en wijzigde de naam van de onderneming in Chrysler United Kingdom. De merknamen van Rootes werden langzaam uitgefaseerd; Commer werd Dodge, en nieuwe modellen gingen Chrysler heten. De productielocaties waren Ryton-on-Dunsmore (vlak bij Coventry) en het Schotse Linwood. De vrachtwagens werden in Dunstable gebouwd.

## Chrysler España

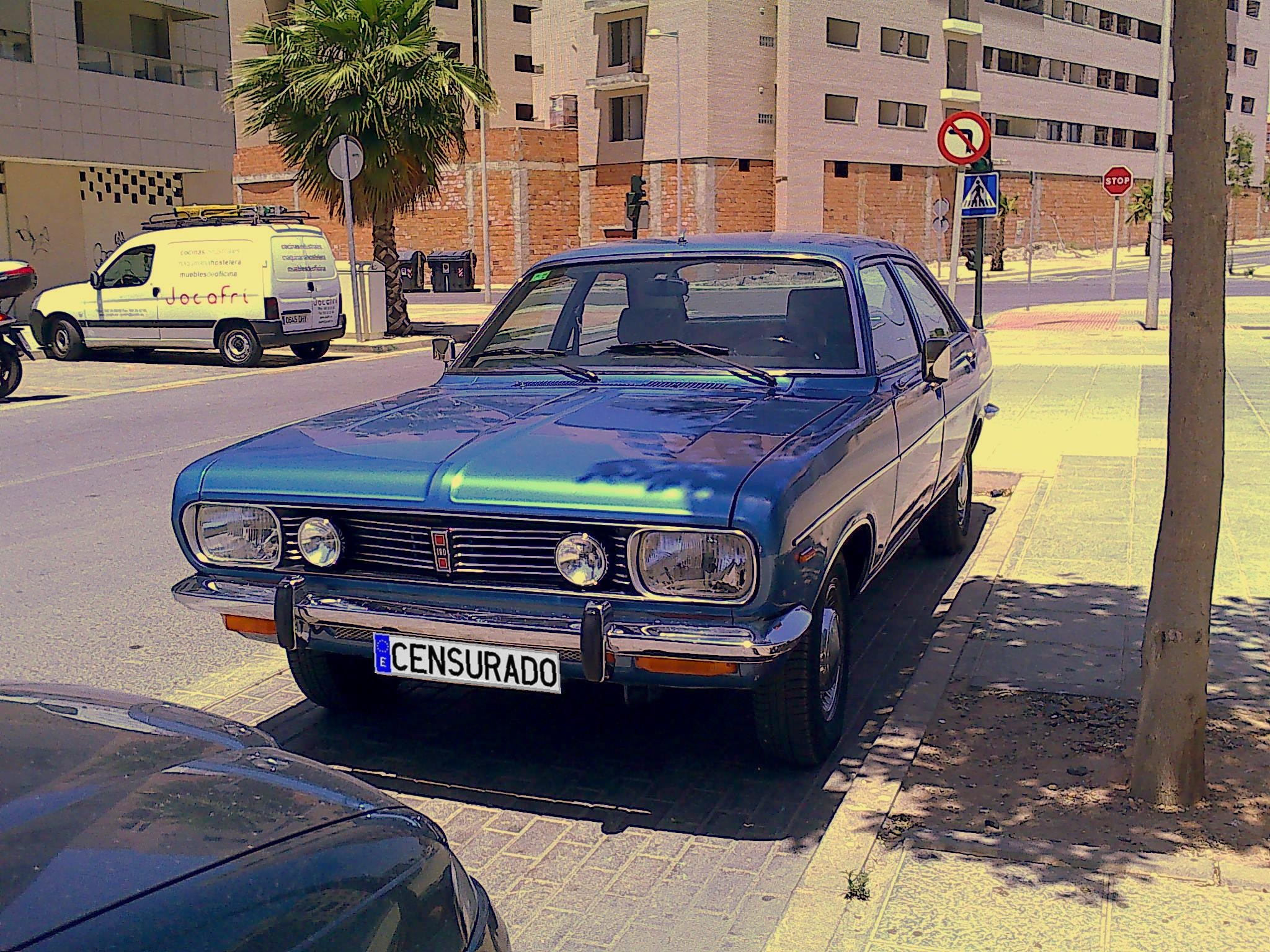
Chrysler 180

In 1951 werd het Spaanse fabrikant Barreiros Diesel opgericht in Villaverde (Madrid). Begonnen als fabrikant van dieselmotoren ging Barreiros zich gaandeweg richten op de assemblage van vrachtwagens, tractoren en autobussen. Vanaf 1963 werd ook de Dodge Dart hier geassembleerd. Chrysler nam in 1967 een belang van 77% in deze onderneming, en lijfde Barreiros in 1970 geheel in. De onderneming heette sindsdien Chrysler España S.A. Hier werden uiteindelijk Chrysler 160/180/2L modellen geproduceerd, waaronder ook een versie met een dieselmotor, die buiten Spanje niet leverbaar was.

## Overname door PSA
Wegens enorme financiële problemen besloot Chrysler in 1978 de Europese tak te verkopen, om zich zo beter op de activiteiten in de Verenigde Staten te kunnen concentreren. Op 10 mei 1978 werd Chrysler Europe, inclusief schulden en de sterk verliesgevende Britse fabrieken, voor het symbolische bedrag van 1 Amerikaanse dollar verkocht aan PSA, het moederbedrijf van Peugeot en Citroën. PSA doopte op 10 juli 1979 de Chrysler Europe-organisatie om in Talbot, een Brits-Franse naam uit de Simca-boedel die was overgenomen van Chrysler. Per 1 januari 1980 werd ook de merknaam Simca gewijzigd in Talbot. De dealerschappen van Peugeot en de voormalige Chrysler-Simca-dealers werden samengevoegd tot Peugeot-Talbot-dealers.
De voormalige Simca-fabriek van Chrysler France te Poissy ging aanvankelijk verder met de fabricage van Simca-modellen, waaronder de Simca Horizon, Simca 1100 en Simca 1307, die spoedig werden geproduceerd onder de naam Talbot. Nieuwe Talbotmodellen, waarvan het ontwerp nog uit de Chrysler-tijd stamde, werden geïntroduceerd: Talbot Solara en Talbot Tagora. Omdat het merk Talbot commercieel geen succes was werd het in 1985 opgeheven. Daarna werden in de fabriek te Poissy Peugeots gebouwd zoals de Peugeot 309 (oorspronkelijk een Talbot-ontwerp), Peugeot 306 en Peugeot 206. Later rolden de Peugeot 1007 en Peugeot 207 er van de band.
PSA had een aandeel in Matra Automobiles, dat sinds eind 1979 hun auto's niet meer als Matra-Simca, maar als Talbot-Matra op de markt bracht, en verkocht dit in 1983 aan Renault, dat sinds eind 1982 met Matra aan het ontwerp van de Renault Espace werkte.
De fabriek van het voormalige Chrysler España in Villaverde produceerde later de Peugeot 207. De vrachtwagendivisie werd doorverkocht aan Renault Trucks en produceert op deze locatie de Renault off-road trucks.
Van Chrysler United Kingdom en de daaraan voorafgaande Rootes-groep is niets meer over. In eerste instantie werden de achterwielaangedreven Chrysler-, Hillman en Sunbeam-modellen nog geproduceerd, maar PSA reorganiseerde drastisch en zette het mes in de verouderde modellen en de organisatie. De sterk verlieslijdende fabriek in Linwood werd in 1981 gesloten; de vrachtwagendivisie werd doorverkocht aan Renault Trucks en gesloten in 1993, terwijl de fabriek in Ryton tot de sluiting in 2007 verderging met het fabriceren van aanvankelijk de meer succesvolle voorwielaangedreven Talbot-modellen (met name de Talbot Horizon en Talbot Alpine), daarna de Peugeot 309, Peugeot 306 en ten slotte de Peugeot 206. De productie werd per 2007 verplaatst naar Slowakije, omdat auto's bouwen daar 70 miljoen pond per jaar goedkoper was.